# Jens Peter Hansen
|  | Forkortelsen "P. Hansen" anvendes også for journalisten og litteraturhistorikeren Hans Christian Peter Hansen (1840-1905) |
Jens Peter Hansen (født 14. oktober 1854 i Kongens Lyngby, død 21. september 1933 i Aalborg) var en dansk politiker, der blev Aalborg Købstadskommunes første folkevalgte borgmester. Han blev valgt til posten efter ændringen af borgmesterloven i 1919. Han sad i to år fra 1919 til 1921.
P. Hansen var uddannet bogtrykker og overtog borgmesterposten fra den kongeligt udnævnte Johan Georg Frederik von Bornemann fra partiet Højre i 1919. Han efterfulgtes i 1921 af den radikale A.F. Olsen.

## Før borgmesterembede
Jens P. Hansen var uddannet typograf. Han har arbejdet i Vendsyssel Tidende, og bogtrykkeriet V. de. Lemos, inden sin ankomst til Aalborg i 1881. derudover var han med i flere foreninger heriblandt; formand for Dansk Provins Bogtrykkerforening, De centraliserede jyske sangforeninger, Aalborg Håndværker Sangforeninger, lokale arbejder forening Aalborg (1865), sad i ledelsen af Aalborg Diskonto Bank, bestyrelsesmedlem i forsikringsselskabet Fremtiden,samt aktiv i afholdsbevægelsen. Han var medlem af Aalborg byråd 1894-1906. Han stillede for første gang op til byrådsvalg i 1894 på Venstres valgliste.

## Jens Peter Hansens embedsperiode
Han var forholdsvist populær blandt De borgelige, mens socialdemokraterne ikke var tilfredse med valget af ham til borgmester. anså ham forholdsvis positivt stemt, mens den socialdemokraterne ikke var udprægede tilfredse med valget af ham som borgmester. Han havde overtaget borgmesterposten i en periode hvor byen havde en gæld på 14 millioner kr., samtidigt med en byen havde været igennem en befolkningsvækst der havde set befolkningen stige fra 20.000 til 40.000. Herudover led byen af arbejdsløshed og bolignød, som formentligt var skabt af den store befolkningsvækst byen havde lidt af.